# Listopad (film 2004)
Listopad (ang. November) – amerykański thriller z 2004 roku wyreżyserowany przez Grega Harrisona. Wyprodukowany przez Sony Pictures Classics.
Premiera filmu miała miejsce 18 stycznia 2004 roku podczas Festiwalu Filmowego w Sundance oraz 22 lipca 2005 roku w Stanach Zjednoczonych.

## Opis fabuły
Narzeczony Sophie Jacobs (Courteney Cox) został zamordowany. Sophie cierpi teraz na uporczywe bóle głowy, prześladują ją tajemnicze głosy. Rodzi się w niej myśl, że ukochany chce nawiązać z nią kontakt zza grobu i przekazać prawdę o swojej tragicznej śmierci. Panna Jacobs postanawia rozpocząć prywatne śledztwo.

## Obsada
- Courteney Cox jako Sophie Jacobs
- James LeGros jako Hugh
- Dori Mizrahi jako Adnan
- Amir Talai jako George
- Nora Dunn jako doktor Fayn
- Brittany Ishibashi jako Lim
- Constance Hsu jako Wei
- Anne Archer jako Carol Jacobs

i inni